# 普纳塔县

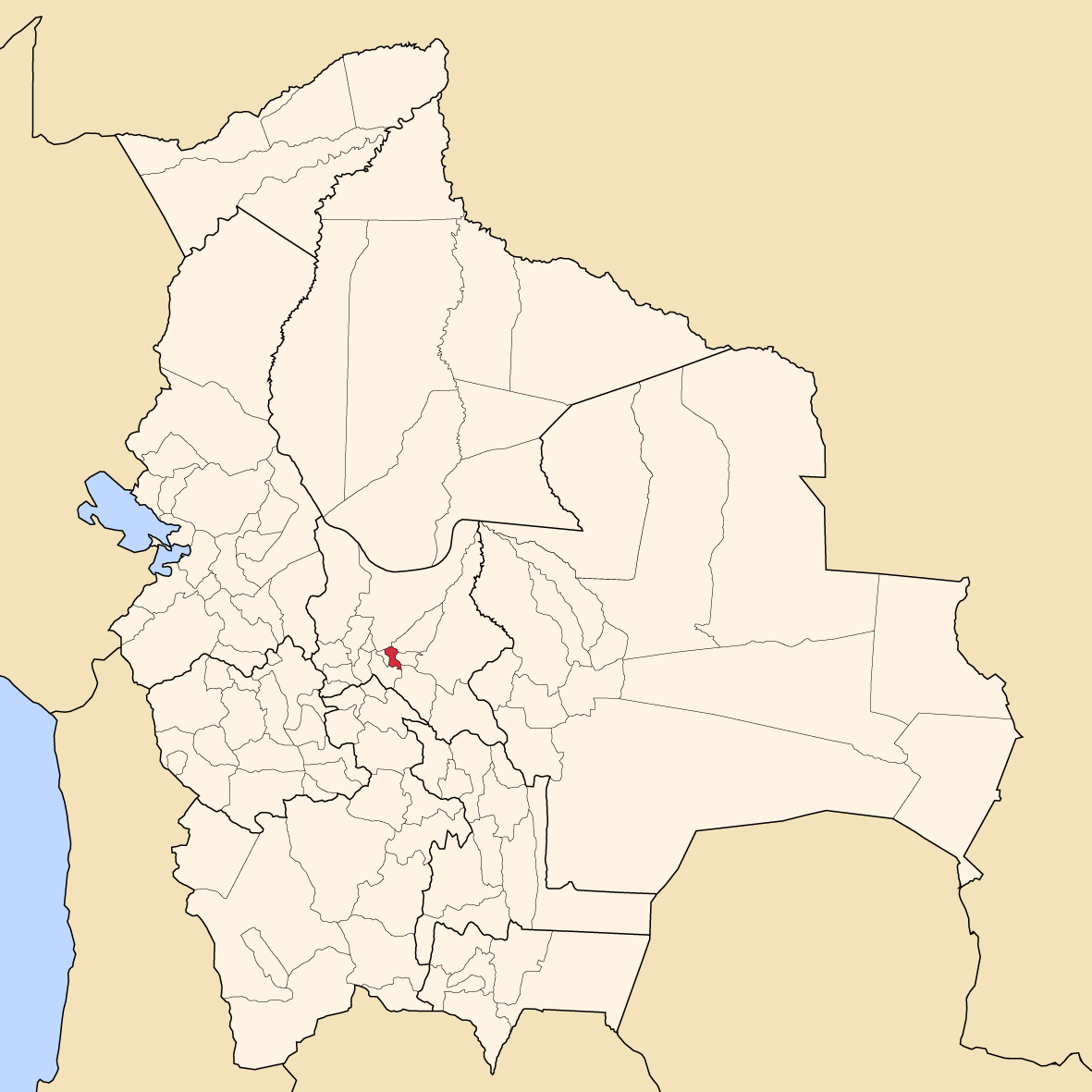

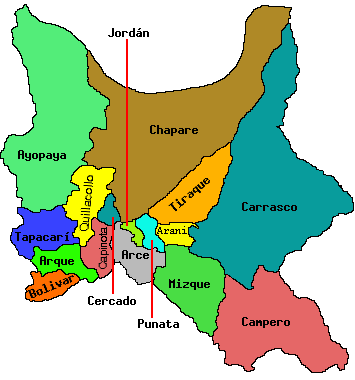

普納塔县（西班牙語：Provincia de Punata），是玻利維亞的县份，位於該國中部，屬於科恰班巴省的一部分，县府設於普納塔，面積850平方公里，2001年人口47,735，人口密度每平方公里56.2人。